# Holorusia fulvipes
Holorusia fulvipes is een tweevleugelige uit de familie langpootmuggen (Tipulidae). De soort komt voor in het Palearctisch gebied.